# تشارلز ك. سميث (سياسي)
تشارلز ك. سميث (بالإنجليزية: Charles C. Smith)‏ هو سياسي أمريكي، ولد في 8 أكتوبر 1908، وتوفي في 22 ديسمبر 1970. حزبياً، نشط في الحزب الجمهوري. وقد انتخب List of speakers of the Pennsylvania House of Representatives ‏ وانتخب عضو مجلس نواب بنسيلفانيا.